# Jorge Batlle

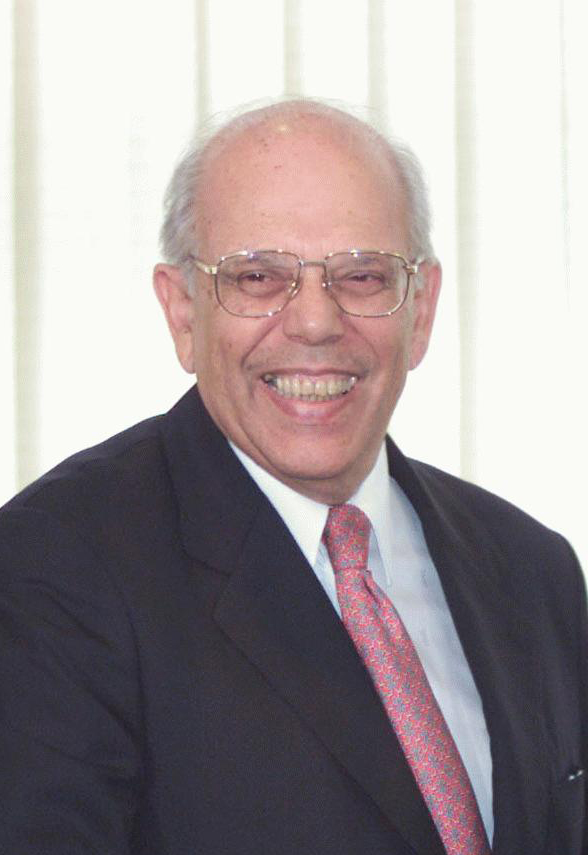
Jorge Batlle Ibáñez (2003)

Jorge Luis Batlle Ibáñez (* 25. Oktober 1927 in Montevideo; † 24. Oktober 2016 ebenda) war ein uruguayischer Anwalt, Journalist und Politiker. Er war Mitglied der Colorado-Partei und war vom 1. März 2000 bis zum 1. März 2005 Präsident seines Landes.

## Leben
Jorge Batlle Ibáñez legte am 1. März 2000 den Amtseid ab, nachdem er zum Präsidenten gewählt worden war. Die Wahl zum Präsidenten war für Batlle der Abschluss einer langen Karriere im öffentlichen Dienst, in der er mehrfach Mitglied des Parlaments, des Senats und des Kongresses war. Die politische Karriere von Jorge Batlle Ibáñez begann 1945 und ist eng mit der Partido Colorado verbunden. Sein Vater Luis Batlle Berres war zweimal Präsident. Auch andere Mitglieder der Familie, die ursprünglich aus Katalonien stammt, waren eng mit der Partido Colorado verbunden.
Bis 1958, als er zum ersten Mal als Kongressabgeordneter gewählt wurde, arbeitete Batlle, der an der Universidad de la República Jura und Sozialwissenschaften studiert hat und 1956 sein Diplom erhielt, als Journalist für den Radiosender Ariel und für die Zeitung Acción. Zu dieser Zeit war er auch schon Mitglied im Vorstand seiner Partei. In der Zeit der Militärdiktatur von 1973 bis 1985 bekleidete er kein öffentliches Amt und wurde mehrfach verhaftet. 1985 stand er dem ersten demokratisch gewählten Kongress nach der Militärdiktatur vor. Im September 1986 war er der Vorsitzende der uruguayischen Delegation bei der UN. November 1994 wurde er zum Senator für den Zeitraum vom 15. Februar 1995 bis 15. Februar 2000 gewählt. Dieses Amt legte er am 1. Juni 1999 nieder, als er von seiner Partei zum Kandidaten für das Präsidentenamt gewählt wurde.
Im Oktober 1999 wurde ein Bündnis aus linken Gruppierungen, Encuentro Progresista (Frente Amplio) stärkste Partei bei den Parlamentswahlen, ihr Präsidentschaftskandidat Tabaré Vázquez konnte sich bei Stichwahlen um das Amt des Staats- und Regierungschefs aber nicht gegen den Vertreter der Colorado-Partei, Jorge Luis Batlle Ibáñez, durchsetzen, der im März 2000 vereidigt wurde. Jorge Batlle Ibáñez war der 4. Präsident, welcher zur Batlle-Familie gehörte – einer seiner Vorgänger war sein eigener Vater – ein Name, welcher eng mit der politischen Geschichte des Landes verbunden ist. Seine Regierungszeit war gekennzeichnet durch Rezession und Ungewissheit: zuerst durch die Abwertung des brasilianischen Real 1999 und dann durch den Ausbruch der Maul- und Klauenseuche, die einen der Hauptwirtschaftszweige Uruguays empfindlich traf, und schließlich durch den politischen und ökonomischen Sturz Argentiniens im Jahr 2001. Im Jahr 2002 kam es im Zuge der Argentinien-Krise zu einer Bankenkrise in Uruguay, in deren Folge mehrere Banken umstrukturiert werden mussten und einige auch geschlossen wurden.